# Radi Petrowitsch Fedorenko
Radi Petrowitsch Fedorenko (russisch Радий Петрович Федоренко; * 11. März 1930 in Woronesch; † 13. September 2009) war ein russischer Mathematiker, der sich mit Numerischer Mathematik befasste.

## Leben
Seine Mutter war Chemieingenieurin und sein Vater Ingenieur und später Direktor einer Flugzeugfabrik. Fedorenko studierte an der Staatlichen Universität Rostow mit dem Abschluss 1953 und wurde dann von Mstislaw Wsewolodowitsch Keldysch ans Steklow-Institut in Moskau geholt. Keldysch baute dort eine Abteilung für Angewandte Mathematik auf (das spätere Keldysch Institut IAM RAS) und war mit den umfangreichen numerischen Berechnungen für das sowjetische Kernwaffen- und Kerntechnikprojekt sowie für Luft- und Raumfahrt befasst. Die Leitung am Institut für Angewandte Mathematik hatte Ende der 1950er Jahre Israel Gelfand. Fedorenko habilitierte sich dort (russischer Doktortitel) und blieb am Keldysch Institut für Angewandte Mathematik (IAM RAS) der Russischen Akademie der Wissenschaften. 1990 bis 2002 war er dort Abteilungsleiter.
Seine ersten Arbeiten waren geheim, aber bereits Ende der 1950er Jahre wurden die geheimen Arbeiten zunehmend vom Steklow-Institut in andere Institute verlagert. Seine erste Veröffentlichung galt 1958 der numerischen Lösung eines Problems (Pulsentladung im Plasma in einer Dimension) der Magnetohydrodynamik in Zusammenhang mit den ersten Versuchen zur kontrollierten Kernfusion. 1960 führte er Enthalpie-Methoden in die Lösung von Wärmeleitungsaufgaben (Stefan-Problem) mit Finite-Differenzen-Methoden ein (publiziert erst 1975).
Er gilt als Pionier der Mehrgitterverfahren, mit Arbeiten Anfang der 1960er Jahre in Zusammenhang mit der Lösung zweidimensionaler hydrodynamischer Probleme auf der Sphäre für numerische Wettervorhersage (Lösung der Poisson-Gleichung mit Corioliskräften entsprechend einer rotierenden Erde, benutzt wurde ein M-20-Computer). 1964 bewies er, dass bei diesen Verfahren (bei der Poisson-Gleichung) die Konvergenzrate nicht abnimmt mit Verfeinerung des Gitters. Weitere Pioniere der Methode sind Nikolai Sergejewitsch Bachwalow (der Fedorenkos Methode Anfang der 1970er stark erweiterte) und später im Westen Achi Brandt (1970er Jahre) und Wolfgang Hackbusch.
1962 schlug er hybride Finite-Differenzverfahren vor.
Fedorenko befasste sich auch später viel mit numerischen Verfahren für Kernreaktoren und Dynamischer Programmierung (Näherungslösungen in Optimaler Kontrolltheorie, Differentielle Spiele).
Er erhielt den Staatspreis der Russischen Föderation.